# 12e division de réserve (Empire allemand)
Pour les articles homonymes, voir 12e division.
La 12e division de réserve est une unité de l'armée allemande qui participe à la Première Guerre mondiale. Elle forme avec la 11e division de réserve le VIe corps de réserve. La division est engagée vers Longwy, puis poursuit les armées françaises ; elle combat dans les débouchés de l'Argonne durant la bataille de la Marne, elle occupe ensuite un secteur du front sur la rive gauche de la Meuse dans la région de Verdun.
En 1916, la division est engagée dans la bataille de Verdun sur la rive gauche de la Meuse. Elle combat ensuite durant les mois de juillet et de septembre 1916 dans la Somme, la division occupe ensuite un secteur du front en Artois. En 1917 et 1918, la division est principalement stationnée dans les Flandres, elle est engagée lors de la bataille de Passchendaele et lors de bataille de la Lys. Après la signature de l'armistice, la division est transférée en Allemagne où elle est dissoute au cours de l'année 1919.

## Première Guerre mondiale

### Composition

#### Mobilisation en 1914 - 1915
- 22e brigade d'infanterie de réserve

38e régiment d'infanterie de réserve
51e régiment d'infanterie de réserve
- 23e brigade d'infanterie de réserve

22e régiment d'infanterie de réserve
23e régiment d'infanterie de réserve
- 6e bataillon de chasseurs à pied de réserve (de)
- 3 escadrons du 4e régiment de uhlans de réserve
- 12e régiment d'artillerie de campagne de réserve (6 batteries)
- 1re et 2e compagnies de réserve du 6e bataillon de pionniers de Silésie

#### 1916
- 22e brigade d'infanterie de réserve

23e régiment d'infanterie de réserve
38e régiment d'infanterie de réserve
51e régiment d'infanterie de réserve
- 6e bataillon de jäger de réserve
- 3 escadrons du 4e régiment de uhlans de réserve
- 12e régiment d'artillerie de campagne de réserve (6 batteries)
- 1re et 2e compagnies de réserve du 6e bataillon de pionniers de Silésie

#### 1917
- 22e brigade d'infanterie de réserve

23e régiment d'infanterie de réserve
38e régiment d'infanterie de réserve
51e régiment d'infanterie de réserve
- 3 escadrons du 4e régiment de uhlans de réserve
- 99e commandement d'artillerie divisionnaire

12e régiment d'artillerie de campagne de réserve (9 batteries)
- 312e bataillon de pionniers

#### 1918
- 22e brigade d'infanterie de réserve

23e régiment d'infanterie de réserve
38e régiment d'infanterie de réserve
51e régiment d'infanterie de réserve
- 2 escadrons du 4e régiment de hussards de réserve
- 99e commandement d'artillerie divisionnaire

12e régiment d'artillerie de campagne de réserve (9 batteries)
133e bataillon d'artillerie à pied
- 312e bataillon de pionniers

### Historique
Au déclenchement de la Première Guerre mondiale, la 12e division de réserve forme avec la 11e division de réserve le VIe corps d'armée de réserve rattaché à la Ve armée allemande.

#### 1914
- 2 - 22 août : concentration de la division dans la région de Sarrebruck.
- 22 - 25 août : engagée dans la bataille de Longwy, combat vers Arrancy-sur-Crusne.
- 26 août - 2 septembre : progression vers Mangiennes. Le 1er septembre, la Meuse est franchie ; le 2 septembre violents combats autour de Cierges-sous-Montfaucon.
- 2 - 10 septembre : poursuite des troupes françaises à travers l'Argonne, à partir du 6 septembre la division est engagée dans la bataille de la Marne (bataille de Revigny) vers Rarécourt.
- 10 - 17 septembre : repli de la division par l'est de l'Argonne par Gercourt-et-Drillancourt du 11 au 13 septembre ; Montfaucon-d'Argonne est atteint le 17 septembre[1].
- 17 septembre - 30 octobre : stabilisation du front, la division occupe successivement un secteur à l'est de Varennes-en-Argonne vers Malancourt et Chattancourt, puis durant le mois d'octobre un secteur vers Béthincourt.

#### 1915
- 30 octobre 1914 - 20 février 1916 : la division occupe un secteur au nord de Béthincourt et du bois de Forges sur la rive gauche de la Meuse.

avril 1915 : le 27e régiment de réserve est transféré à la 117e division d'infanterie nouvellement créée.
septembre 1915 : des unités de la division sont envoyées en renfort à la Main de Massiges durant la bataille de Champagne.

#### 1916
- 21 février - 15 mai : engagée dans la bataille de Verdun. À partir du 6 mars, combats sur la rive gauche de la Meuse.

6 mars : prise du village de Forges-sur-Meuse.
10 mars : prise du bois des Corbeaux, puis attaques sans résultat sur le Mort-Homme. Les pertes de la division sont énormes, au moment de sa relève elles atteignent 71 % de l'infanterie.
- 15 mai - 17 juin : retrait du front, repos dans la région de Cambrai.
- 18 - 25 juin : mise en réserve de l'OHL.
- 25 juin - 1er août : engagée dans la bataille de la Somme dans le secteur de Montauban-de-Picardie et de Hardecourt-aux-Bois, combats vers le bois du Trône et le bois Delville avec des pertes très lourdes. La division est relevée le 14 juillet et placée au repos vers Manancourt, des éléments restent en ligne jusqu'au 1er août vers Guillemont[1].
- 2 août - 27 septembre : transport par V.F. dans les Flandres. Occupation d'un secteur au nord de la Lys près d'Armentières vers Warneton et Messines.
- 27 septembre - 1er novembre : transfert par V.F. sur la Somme. Engagée à nouveau dans la bataille de la Somme dans le secteur de Barleux et de Berny-en-Santerre[1].
- 2 novembre 1916 - 21 février 1917 : retrait du front, mouvement en Artois. La division occupe un secteur vers la crête de Vimy entre Vimy et Roclincourt.

#### 1917
- 21 février - 9 avril : retrait du front, repos dans la région d'Avesnes-sur-Helpe.
- 9 avril - 24 mai : mouvement vers le front, occupation d'un secteur entre Itancourt et l'Oise.
- 24 mai - 1er juin : retrait du front, repos dans la région de Guise.
- 2 juin - 6 août : mouvement vers le front, occupation d'un secteur vers Saint-Quentin au sud de Fayet.
- 7 - 24 août : retrait du front, transport par V.F. de Fresnoy-le-Grand à Courtrai, la division est mise en réserve près de Passendale. Engagée dans la bataille de Passchendaele, des éléments de la division sont en ligne dans le secteur de Langemark à partir du 17 août. Du 20 au 24 août, la division occupe un secteur du front vers Saint Julien au nord-est d'Ypres et déplore de lourdes pertes[2].
- 24 août - 9 septembre : retrait du front ; à partir du 29 août, repos dans la région d'Origny-Sainte-Benoite.
- 9 septembre - 11 novembre : mouvement vers le front, occupation d'un secteur du front au sud-ouest de Saint-Quentin.
- 12 novembre 1917 - 4 février 1918 : retrait du front, transport par V.F. dans les Flandres et occupation d'un secteur vers Passendale.

#### 1918
- 4 - 14 février : occupation d'un secteur vers Moorslede, relevée par la 31e division d'infanterie[2].
- 15 février - 10 avril : mouvement de rocade, relève de la 17e division d'infanterie[2].
- 11 - 25 avril : relevée par la 9e division de réserve[2]. Engagée à partir du 13 avril dans la bataille de la Lys et renforce la ligne de front devant Neuve-Église, les combats entrainent de fortes pertes.
- 26 avril - 17 juin : retrait du front, repos et reconstitution dans la région d'Avion.
- 17 juin - 6 août : mouvement vers le front, occupation d'un secteur vers Hinges, relevée le 6 août par la 1re division de réserve de la Garde[3].
- 6 - 25 août : repos dans la région de Douai.
- 25 août - 3 septembre : mouvement vers le front, occupation d'un secteur vers Écoust-Saint-Mein. Au cours des combats durant cette période, la division déplore la perte de 900 hommes faits prisonniers[3].
- 3 septembre - 2 octobre : retrait du front, repos dans la région de Cambrai.
- 2 - 21 octobre : mouvement vers le front dans la région de Lens, combats défensifs à Noyelles le 11 octobre, à Wattignies-la-Victoire le 19 octobre, Rumigny le 21 octobre[3].
- 22 octobre - 4 novembre : retrait du front, repos.
- 4 - 11 novembre : mouvement vers le front, le 4 novembre la division est identifiée à l'ouest d'Orsinval. Elle combat ensuite à Wargnies-le-Petit le 5 novembre, à Saint-Waast le 6 novembre, à Bavay le 7 novembre, au nord-est de Taisnières-sur-Hon le 9 novembre. La division est localisée vers Villers-Saint-Ghislain le 11 novembre[3]. Après la signature de l'armistice, la division est transférée en Allemagne où elle est dissoute au cours de l'année 1919.

## Chefs de corps
| Grade           | Nom                | Date                            |
| --------------- | ------------------ | ------------------------------- |
| Generalleutnant | Hinko von Lüttwitz | 2 août - 29 novembre 1914       |
| Generalleutnant | Hans von Carlowitz | 30 novembre 1914 - 25 août 1915 |
| Generalleutnant | Karl von Kehler    | 26 août 1915 - 21 août 1916     |
| Generalmajor    | Konrad Dumrath     | 21 août 1916 - 13 mars 1918     |
| Generalleutnant | Otto von Arnim     | 13 mars 1918 - 20 janvier 1919  |